# Sting Entertainment
Sting Entertainment é uma empresa e desenvolvedora japonesa de jogos eletrônicos, Fundada em 1989. 

## Jogos

### Jogos lançados no Japão
- Last Battalion (Desenvolvido) X68000 (1991)
- OverRide (game) (Desenvolvido) PC-Engine (1991)
- Kentou-Ou World Champion (intitulado TKO Super Championship Boxing nos Estados Unidos e na Europa) (Desenvolvido) (Públicado pela SOFEL) Super Famicom (28 de abril de 1992)
- Onizuka Katsuya Super Virtual Boxing (Desenvolvido) (Públicado pela SOFEL) Super Famicom (26 de novembro de 1993)
- Treasure Hunter G (Desenvolvido) (Públicado pela Squaresoft) Super Famicom (24 de maio de 1996)
- Solid Runner (Desenvolvido)
- BAROQUE (Desenvolvido) Sega Saturn (21 de maio de 1998)
- Evolution (Desenvolvido) (Públicado pela ESP Software) Dreamcast (12 de janeiro de 1999)
- BAROQUE (Developer) PlayStation (28 de outubro, 1999)
- Evolution 2 ((Desenvolvido) (Públicado pela ESP Software) Dreamcast (23 de dezembro, 1999)
- BAROQUE SHOOTING ((Desenvolvido) PC (17 de junho de 2000)
- BAROQUE SYNDROME (Desenvolvido) PlayStation (27 de julho, 2000)
- Haruka Typing (Developer) PC (February 7, 2001)
- Wizardry Scenario 1: Proving Grounds of the Mad Overlord (Desenvolvido) WonderSwan Color (1 de março, 2001)
- BAROQUE TYPING (Developer) PC (22 de maio de 2002
- Riviera: The Promised Land (Desenvolvido) (Públicado pela Bandai) WonderSwan Color (12 de julho, 2002)
- Evolution Worlds (Developer) (Públicado pela ESP Software) GameCube (26 de julho, 2002)
- Riviera: The Promised Land (Desenvolvido) (Self-Published) Game Boy Advance (12 de julho, 2002)
- Yggdra Union: We'll Never Fight Alone (Desenvolvido) (Self-Published) Game Boy Advance (23 de março de 2006)
- Riviera (Desenvolvido) (Self-Published) PlayStation Portable (22 de novembro, 2006)
- BAROQUE (Desenvolvido) (Self-Published) PlayStation 2 (28 de junho, 2007)
- Dokapon Kingdom (Desenvolvido) (Self-Published) PlayStation 2 (22 de novembro de 2007)
- Yggdra Union: We'll Never Fight Alone (Desenvolvido) (Self-Published) PlayStation Portable (24 de janeiro de 2008)
- BAROQUE for Wii (Desenvolvido) (Self-Published) Wii (13 de março de 2008)

### Jogos lançados na América do Norte
- Evolution (Desenvolvido) (Públicado pela Ubisoft) Dreamcast (12 de janeiro, 1999)
- Evolution 2 (Desenvolvido) (Públicado pelaUbisoft) Dreamcast (29 de junho, 2000)
- Evolution Worlds (Developer) (Públicado pela Ubisoft) GameCube (2 de dezembro, 2002)
- Riviera (Desenvolvido) (Públicado pela Atlus USA) Game Boy Advance (28 de junho de 2005)
- Yggdra Union (Desenvolvido) (Públicado pela Atlus USA) Game Boy Advance (21 de novembro, 2006)
- Riviera (Desenvolvido) (Públicado pela Atlus USA) PlayStation Portable (28 de junho de 2005)
- BAROQUE (Desenvolvido) (Públicado pela Atlus USA) PlayStation 2, Wii (8 de abril, 2008)
- Dokapon Kingdom (Desenvolvido) (Públicado pela Atlus USA) Playstation 2, Wii (Outubro de 2008)

### Jogos lançados na Europa
- Evolution
- Evolution 2
- Evolution Worlds
- Riviera